# Code für das Austauschverfahren
Der Code für das Austauschverfahren wird seit 1964 als erste und zweite Stelle der seitdem genutzten zwölfstelligen Wagennummer an der Seitenwand eines Eisenbahnwagens angeschrieben. Er wurde von der UIC und der OSShD verbindlich für die Mitgliedsbahnen festgelegt. Der Code wurde in der Vergangenheit einmal komplett geändert (2006) und durch die politischen Veränderungen in Europa und Asien später angepasst und wird hier in der letzten gültigen Version wiedergegeben.
Die grundsätzliche Struktur dieser beiden Stellen ist:
- Güterzugwagen: Bereich 00 bis 49 und 80 bis 89
- Personenzugwagen: Bereich 50 bis 79
- Lokomotiven und Triebwagen: Bereich 90 bis 99

## Austauschcode für Güterwagen (Ziffern 00 bis 49 und 80 bis 89)
Um in technischer wie auch betrieblicher Sicht den grenzüberschreitenden Verkehr für Güterwagen zu vereinfachen, wurde schon 1922 ein Abkommen (RIV) zwischen verschiedenen europäischen Eisenbahnen geschlossen. Ein ähnliches Abkommen (PPW) existiert für einige osteuropäische und asiatische Staaten.
Um den Leerlauf von Güterwagen zu minimieren, haben einige westeuropäische Eisenbahnen 1951 einen Wagenpark (RIV-EUROP) gebildet, der vorsieht, dass Güterwagen anderer Mitgliedsbahnen wie eigene genutzt werden können. Für Kühlwagen ist der Pool INTERFRIGO gebildet worden.
Einen ähnlichen Pool (OPW), der von 1964 bis 1990 existierte, hatten die sozialistisch geführten Staatsbahnen als Unterorganisation des RGW gebildet.
Die internationale Verwendbarkeit hat dort ein Ende, wo Eisenbahnstrecken verschiedener Spurweiten aneinandergrenzen. Um diesem Umstand zu begegnen, wurden Fahrzeuge mit variabler Spurweite oder im Betrieb tauschbaren Radsätzen oder Drehgestellen entwickelt. Die Voraussetzungen für das Umspuren im laufenden Betrieb wurden ebenfalls in den Code eingearbeitet. Alle RIV-fähigen Güterwagen (01 – 06, 11 – 16, 21 – 26, 31 – 36), deren Austauschcode einer geraden Zahl entspricht, sind im laufenden Betrieb auf zwei oder mehreren Spurweiten einsetzbar – ungerade Zahlen kennzeichnen Wagen mit einer festgelegten Spurweite.

### Verwendung
- gemeinschaftlich betriebener Wagenpark nach RIV-EUROP, INTERFRIGO oder OPW – 1. Stelle 0 oder 1
- im grenzüberschreitenden Verkehr international auf dem Gebiet von nur RIV oder RIV und PPW einsetzbar – erste Stelle 2 oder 3
- nicht oder nur mit Sondervereinbarung international einsetzbar – erste Stelle 4 oder 8

### Eigentumsmerkmal RIV und PPW
- bahneigener Wagen – zweite Stelle 1 oder 2
- Privatwagen – zweite Stelle 3 oder 4
- vermietet und als Privatwagen eingestellter Wagen – zweite Stelle 5 oder 6

### Eigentumsmerkmal PPW ohne RIV
- bahneigener Wagen – zweite Stelle 7 oder 8, wenn 1. Stelle 2 oder 3
- Privatwagen – zweite Stelle 9, wenn erste Stelle 2, 3, 4 oder 8
- vermietet und als Privatwagen eingestellter Wagen – zweite Stelle 7 oder 8, wenn erste Stelle 4 oder 8

### Radsätze
- Wagen mit Einzelradsätzen – erste Stelle 0, 2 oder 4
- Wagen mit Drehgestellen – erste Stelle eine 1, 3 oder 8
- Wagen mit festgelegter Spurweite – zweite Stelle eine 1, 3, 5 oder 7 (9 nur bei PPW in Verbindung mit erster Stelle 2 oder 3)
- Wagen mit variabler Spurweite – zweite Stelle eine 2, 4, 6 oder 8 (9 nur bei PPW in Verbindung mit erster Stelle 4 oder 8)

### Ausnahmen
- 10 – Werkswagen und Versuchswagen mit festgelegter Spurweite und Einzelradsätzen oder Drehgestellen
- 40 – bahneigene Dienstwagen mit festgelegter Spurweite und Einzelradsätzen
- 80 – bahneigene Dienstwagen mit festgelegter Spurweite und Drehgestellen
- 00, 20, 30, 09, 19 bleiben frei
- 41, 43, 45, 81, 83, 85 – Wagen mit variabler oder festgelegter Spurweite, die international durch Sondervereinbarungen einsetzbar sind
- 42, 44, 46, 82, 84, 86 – Wagen mit variabler oder festgelegter Spurweite, die nicht international einsetzbar sind

## Austauschcode für Reisezugwagen (Ziffern 00 und 50 bis 79)
Für Reisezugwagen ist der Code nicht so kompliziert, da Reisezugwagen meist in kompletten Zügen und vor allem nach Fahrplan laufen. Um hier Leerläufe zu vermeiden, existieren für Triebfahrzeuge und Reisezüge sogenannte Umlaufpläne. Analog zum RIV-Abkommen für Güterwagen gibt es auch ein Abkommen (RIC) für Reisezugwagen. Wagen ohne RIC sind Inlandswagen oder gemäß besonderer Vereinbarung in bestimmten Ländern einsetzbar.
Aus dem Austauschcode ist auch die Ausstattung mit Klimaanlage bzw. Druckertüchtigung sowie Umspurfähigkeit abzulesen. Für die Möglichkeit, einen Wagen auf einem bestimmten Zuglauf einsetzen zu können, ist darüber hinaus auch die Energieversorgung des Wagens relevant, welche aus der siebenten und achten Stelle der Wagennummer hervorgeht.

### Nach RIC nicht international einsetzbar
- 00 – Fahrzeug ist ausgemustert
- 50 – allgemein Reisezugwagen für den Inlandsverkehr
- 55 – private Reisezugwagen für den Inlandsverkehr
- 60 – Bahndienstwagen der Reisezugwagenbauart (früher auch statt heute 70)
- 65 – Autotransportwagen der Güterwagenbauart
- 70 – Druckdichte und klimatisierte Reisezugwagen
- 75 – Reisezugwagen privater Einsteller

### Nach RIC international einsetzbar
- 51 – unklimatisierte Reisezugwagen, feste Spurweite
- 52 – unklimatisierte Reisezugwagen, umspurbar (1435/1520 mm)
- 54 – unklimatisierte Reisezugwagen, umspurbar (1435/1668 mm)
- 56 – unklimatisierte private Reisezugwagen, feste Spurweite
- 61 – klimatisierte Reisezugwagen, feste Spurweite
- 62 – klimatisierte Reisezugwagen, umspurbar (1435/1520 mm)
- 63 – Bahndienstwagen der Reisezugbauart
- 64 – klimatisierte Reisezugwagen, umspurbar (1435/1668 mm)
- 66 – klimatisierte private Reisezugwagen, umspurbar (1435/1668 mm)
- 71 – Schlafwagen
- 73 – klimatisierte und druckertüchtigte Wagen, feste Spurweite

### Austauschbar mit OSShD
- 57 – allgemein Reisezugwagen für Bahnen der OSShD zugelassen

Reisezugwagen, die auf den drei Spurweiten 1435, 1520 und 1668 mm freizügig einsetzbar sind, sieht das System nicht vor. Der Fall trat bisher erst einmal für eine in nur zwei Fahrplanperioden angebotene Kurswagenverbindung Moskau–Madrid ein. Die eingesetzten Görlitzer Schlafwagen der RŽD behielten das Austauschmerkmal 52. Eine Kennzeichnungsmöglichkeit für das erforderliche Fahrzeugumgrenzungsprofil und davon abhängige Beschränkungen enthält das System ebenfalls nicht.

## Kennzeichnung für Lokomotiven und Triebfahrzeuge (Ziffern 90 bis 99)
- 90 Sonstige
- 91 Elektrische Lokomotiven
- 92 Diesellokomotiven
- 93 Elektrische Hochgeschwindigkeitstriebzüge [Trieb- und Beiwagen]
- 94 Elektrische Triebzüge (außer Hochgeschwindigkeitszüge, Trieb- und Beiwagen)
- 95 Dieseltriebzüge [Trieb- und Beiwagen]
- 96 Spezielle Beiwagen
- 97 Elektrische Rangierlokomotiven
- 98 Dieselrangierlokomotiven
- 99 Sonderfahrzeuge

Für Details siehe Bauart-Bezeichnungssystem (Kennzeichnung) für Triebfahrzeuge.

## Beispiele
Um den Code der Güterwagen auslesen zu können, sind die Abschnitte ›Verwendung‹, ›Eigentumsmerkmal‹ und ›Radsätze‹ komplett mit dem abgelesenen Code zu vergleichen.
Code 23 bedeutet ›ein auf dem Gebiet von RIV und PPW einsetzbarer privater Güterwagen mit Einzelradsätzen fester Spurweite‹
Code 38 bedeutet ›ein nur auf dem Gebiet von PPW einsetzbarer bahneigener Güterwagen mit Drehgestellen variabler Spurweite‹